# Discografia de Ultraje a Rigor
A discografia do Ultraje a Rigor contém sete álbuns de estúdio, três álbuns ao vivo, oito coletâneas, um álbum split, seis EPs, dois álbuns de vídeo, quarenta singles e vinte videoclipes. 

## Álbuns de estúdio
| Álbum                            | Detalhes                                                                                    | Vendas      | Certificações                              |
| -------------------------------- | ------------------------------------------------------------------------------------------- | ----------- | ------------------------------------------ |
| Nós Vamos Invadir sua Praia      | - Lançamento: 13 de julho de 1985 - Gravadora: WEA - Formatos: LP, K7, CD, download digital | - : 500.000 | - ABDP: Platina - PMB: Platina - PMB: Ouro |
| Sexo!!                           | - Lançamento: 19 de março de 1987 - Gravadora: WEA - Formatos: LP, K7, CD, download digital | - : 500.000 | - ABDP: Platina - PMB: Platina             |
| Crescendo                        | - Lançamento: Março de 1989 - Gravadora: WEA - Formatos: LP, K7, CD, download digital       | - : 234.000 | - ABDP: Ouro - PMB: Ouro                   |
| Por que Ultraje a Rigor?         | - Lançamento: Março de 1990 - Gravadora: WEA - Formatos: LP, CD, download digital           | - : 50.000  |                                            |
| Ó!                               | - Lançamento: 1993 - Gravadora: WEA - Formatos: LP, CD, download digital                    | - : 30.000  |                                            |
| Os Invisíveis                    | - Lançamento: 14 de agosto de 2002 - Gravadora: Deck - Formatos: CD, download digital       | - : 55.000  |                                            |
| Por que Ultraje a Rigor?, Vol. 2 | - Lançamento: 21 de agosto de 2015 - Gravadora: EF Studios - Formatos: Download digital     |             |                                            |

## Álbuns ao vivo
| Álbum                                        | Detalhes                                                                                     | Vendas      | Certificações            |
| -------------------------------------------- | -------------------------------------------------------------------------------------------- | ----------- | ------------------------ |
| 18 Anos sem Tirar!                           | - Lançamento: 12 de junho de 1999 - Gravadora: Abril/Deck - Formatos: CD, download digital   | - : 215.000 | - ABDP: Ouro - PMB: Ouro |
| Acústico MTV: Ultraje a Rigor                | - Lançamento: 19 de setembro de 2005 - Gravadora: Deck - Formatos: CD, DVD, download digital | - : 100.000 | - ABDP: Ouro             |
| Ira! e Ultraje a Rigor - Ao Vivo Rock in Rio | - Lançamento: 23 de julho de 2011 - Gravadora: MZA - Formatos: CD, DVD, download digital     |             |                          |

## Coletâneas
| Álbum                                         | Detalhes                                                                 |
| --------------------------------------------- | ------------------------------------------------------------------------ |
| O Mundo Encantado do Ultraje a Rigor          | - Lançamento: 1992 - Gravadora: WEA - Formatos: LP, CD, download digital |
| Geração Pop                                   | - Lançamento: 1995 - Gravadora: WEA - Formatos: CD, download digital     |
| 2 é demais!/O melhor do Ultraje a Rigor 1     | - Lançamento: 1996 - Gravadora: WEA - Formatos: CD, download digital     |
| Pop Brasil                                    | - Lançamento: 1997 - Gravadora: WEA - Formatos: CD                       |
| 2 é demais!/O melhor do Ultraje a Rigor 2     | - Lançamento: 1998 - Gravadora: WEA - Formatos: CD, download digital     |
| Música!/O melhor da música do Ultraje a Rigor | - Lançamento: 1998 - Gravadora: WEA - Formatos: CD, download digital     |
| E-collection                                  | - Lançamento: 2000 - Gravadora: WEA - Formatos: CD, download digital     |
| O Melhor do Rock do Ultraje a Rigor           | - Lançamento: 2001 - Gravadora: WEA - Formatos: CD                       |

## Álbunssplits
| Álbum                                             | Detalhes                                                                             | Vendas    |
| ------------------------------------------------- | ------------------------------------------------------------------------------------ | --------- |
| O Embate do Século: Ultraje a Rigor vs. Raimundos | - Lançamento: 10 de julho de 2012 - Gravadora: Deck - Formatos: CD, download digital | - : 5.000 |

## EPs
| Álbum                                                         | Detalhes                                                                                | Vendas     |
| ------------------------------------------------------------- | --------------------------------------------------------------------------------------- | ---------- |
| Inútil / Mim Quer Tocar                                       | - Lançamento: 1983 - Gravadora: WEA - Formatos: LP                                      | - : 30.000 |
| Eu Me Amo/Rebelde sem Causa                                   | - Lançamento: 1984 - Gravadora: WEA - Formatos: LP                                      | - : 45.000 |
| Liberdade para Marylou                                        | - Lançamento: 1986 - Gravadora: WEA - Formatos: LP                                      |            |
| Música Esquisita a Troco de Nada!                             | - Lançamento: 5 de abril de 2009 - Gravadora: Independente - Formatos: Download digital |            |
| CarnaBullying (EP de Marchinhas de Carnaval do Agora é Tarde) | - Lançamento: 2012 - Gravadora: Independente - Formatos: Download digital               |            |
| SBT Trilhas                                                   | - Lançamento: 2020 - Gravadora: SBT Music - Formatos: Download digital                  |            |

## Álbuns de vídeo
| Ano  | Vídeo                                        |
| ---- | -------------------------------------------- |
| 2005 | Acústico MTV: Ultraje a Rigor                |
| 2011 | Ira! e Ultraje a Rigor - Ao Vivo Rock in Rio |

## Singles
| Título                                       | Ano  | Álbum                            |
| -------------------------------------------- | ---- | -------------------------------- |
| "Inútil"                                     | 1983 | Inútil/Mim Quer Tocar            |
| "Mim Quer Tocar"                             | 1983 | Inútil/Mim Quer Tocar            |
| "Eu Me Amo"                                  | 1984 | Eu Me Amo/Rebelde sem Causa      |
| "Rebelde Sem Causa"                          | 1984 | Eu Me Amo/Rebelde sem Causa      |
| "Ciúme"                                      | 1985 | Nós Vamos Invadir Sua Praia      |
| "Nós Vamos Invadir Sua Praia"                | 1985 | Nós Vamos Invadir Sua Praia      |
| "Marylou"                                    | 1986 | Nós Vamos Invadir Sua Praia      |
| "Independente Futebol Clube"                 | 1986 | Nós Vamos Invadir Sua Praia      |
| "Zoraide"                                    | 1986 | Nós Vamos Invadir Sua Praia      |
| "Prisioneiro"                                | 1987 | Sexo!!                           |
| "Eu Gosto de Mulher"                         | 1987 | Sexo!!                           |
| "Pelado"                                     | 1987 | Sexo!!                           |
| "Sexo!!"                                     | 1988 | Sexo!!                           |
| "Terceiro"                                   | 1988 | Sexo!!                           |
| "A Festa"                                    | 1988 | Sexo!!                           |
| "Filha da Puta"                              | 1989 | Crescendo                        |
| "Volta Comigo"                               | 1989 | Crescendo                        |
| "O Chiclete"                                 | 1990 | Crescendo                        |
| "Crescendo II - A Missão (Santa Inocência)"  | 1990 | Crescendo                        |
| "Por Quê Ultraje a Rigor?"                   | 1990 | Por que Ultraje a Rigor?         |
| "(Acontece Toda Vez Que Eu Fico) Apaixonado" | 1991 | Ó!                               |
| "Ah, Se Eu Fosse Homem..."                   | 1992 | Ó!                               |
| "O Seu Universozinho"                        | 1993 | Ó!                               |
| "Nada a Declarar"                            | 1999 | 18 Anos sem Tirar!               |
| "O Monstro de Duas Cabeças"                  | 1999 | 18 Anos sem Tirar!               |
| "Preguiça"                                   | 2000 | 18 Anos sem Tirar!               |
| "Giselda"                                    | 2000 | 18 Anos sem Tirar!               |
| "Agora é Tarde"                              | 2002 | Os Invisíveis                    |
| "Me Dá Um Olá"                               | 2002 | Os Invisíveis                    |
| "Domingo Eu Vou Pra Praia"                   | 2003 | Os Invisíveis                    |
| "Todo Mundo Gosta de Mim"                    | 2003 | Os Invisíveis                    |
| "Miss Simpatia"                              | 2003 | Os Invisíveis                    |
| "Cada Um Por Si"                             | 2005 | Acústico MTV                     |
| "Eu Não Sei (Can't Explain)"                 | 2005 | Acústico MTV                     |
| "Nossa, Que Cabelo Bonito"                   | 2009 | Música Esquisita a Troco de Nada |
| "Vida de Bebê"                               | 2009 | Música Esquisita a Troco de Nada |
| "Por Quê Ultraje a Rigor, Vol. 2"            | 2015 | Por que Ultraje a Rigor?, Vol. 2 |
| "Rounds Fdp"                                 | 2019 | Não adicionado à nenhum álbum    |
| "Transição Fator The Noite"                  | 2019 | Não adicionado à nenhum álbum    |
| "Bandido Sapeca" (com Murilo Couto)          | 2020 | Não adicionado à nenhum álbum    |

## Videoclipes
| Título                                         | Ano  | Diretor                         |
| ---------------------------------------------- | ---- | ------------------------------- |
| "Inútil"                                       | 1984 |                                 |
| "Eu Me Amo"                                    | 1984 |                                 |
| "Ciúme"                                        | 1985 |                                 |
| "Nós Vamos Invadir Sua Praia"                  | 1985 |                                 |
| "Rebelde Sem Causa"                            | 1986 |                                 |
| "Prisioneiro"                                  | 1987 |                                 |
| "Eu Gosto de Mulher"                           | 1987 |                                 |
| "Pelado"                                       | 1987 |                                 |
| "Terceiro"                                     | 1988 |                                 |
| "Filha da Puta"                                | 1989 |                                 |
| "O Chiclete"                                   | 1989 |                                 |
| "(Acontece Toda Vez Que Eu Fico) Apaixonado"   | 1991 |                                 |
| "O Seu Universozinho"                          | 1993 |                                 |
| "Nada a Declarar"                              | 1999 | Eduardo Xocante e Wagner Caribé |
| "O Monstro de Duas Cabeças"                    | 1999 |                                 |
| "Agora é Tarde"                                | 2002 |                                 |
| "Me Dá Um Olá"                                 | 2002 |                                 |
| "Domingo Eu Vou Pra Praia"                     | 2003 |                                 |
| "Vida de Bebê"                                 | 2009 | Fábio Bondo                     |
| "I Saw You Saying (That You Say That You Saw)" | 2012 | J.R. Wendell e Fábio Menezes    |